# Disco (album, Kylie Minogue)
Disco je patnácté studiové album australské zpěvačky Kylie Minogue. Bylo vydáno 6. listopadu 2020 vydavatelstvími Darenote a BMG. Po dokončení propagace jejího čtrnáctého alba Golden (2018) začala zpěvačka spolupracovat s producenty jako Sky Adams, Teemu Brunila a Biff Stannard, s cílem vytvořit „disco-popové album“, které následně nahrála v průběhu pandemie covidu-19.
Z alba byly vydány tři singly: „Say Something“, „Magic“ a „Real Groove“, a promo singl „I Love It“. První dva singly dosáhly pozic v šesté desítce britské hitparády UK Singles Chart. Do hitparády se dostal také remix třetího singlu, na kterém hostuje anglická zpěvačka Dua Lipa. Umístil se na 95. místě. Součástí propagace alba byl také virtuální koncert Infinite Disco, který byl vysílán online ve dvou termínech, a to 7. listopadu 2020 a 31. prosince 2020.
Po vydání získalo album převážně pozitivní ohlasy od hudebních kritiků, kteří oceňovali především celistvost alba a jeho produkci. S téměř 55 tisíci jednotkami album během svého prvního týdne debutovalo na prvním místě britského žebříčku UK Albums Chart. Měsíc po svém vydání získalo album ve Spojeném království zlatou desku. Mimo Spojené království se umístilo na prvním místě také v Austrálii, a pozic v první desítce dosáhlo v Rakousku, Francii, Německu, Skotsku, Španělsku a na Novém Zélandu. V České republice dosáhlo 15. místa a v žebříčku se udrželo dva týdny.

## Pozadí
Kylie Minogue vydala své předchozí studiové album Golden v dubnu 2018. Album spojovalo několik žánrů, především country, pop a dance-pop a bylo považováno za komerčně úspěšné, když debutovalo na první příčce ve Spojeném království a v Austrálii. Ve Spojeném království následně album získalo zlatou desku. Její kompilační album Step Back in Time: The Definitive Collection, které vyšlo v červnu 2019, taktéž debutovalo na první příčce ve Spojeném království a v Austrálii. Po svém vystoupení na festivalu Glastonbury v roce 2019 uvedla, že by se ráda vrátila k nahrávání nové hudby a že by ráda vytvořila „disco-popové album“.
Minogue začala pracovat na albu na podzim roku 2019. Nicméně, na začátku si Minogue s celkovou podobou alba nebyla příliš jistá, stejně jako u své předchozí studiové nahrávky Golden. Po několika prvotních relacích ve studiu však již cítila, že album hudebně směřuje „zpět na taneční parket“ a rozhodla se vytvořit album ovlivněné discem.
Během karantény v době pandemie covidu-19 Minogue pokračovala v nahrávání alba, přičemž využívala své domácí studio. Alistar Norbury, ředitel nahrávací společnosti BMG, také uvedl, že se zpěvačka učila, jak nahrávat a upravovat svoje vokály v softwaru Logic Pro, aby na albu mohla pokračovat během karantény. Přibližně 90 procent alba vytvořila zpěvačka ve svém domácím studiu.

## Hudba a texty
Disco je žánrově především disco a dance-popové album. Mimo tyto žánry obsahuje také vlivy a elementy žánrů, jako je elektropop, funk, R&B, nu-disco, synthpop, electronica,, alternativní taneční hudba, a další. Hudební kritici přirovnávali styl alba ke zpěvaččiným předchozím albům, nebo tvorbě umělců jako Giorgio Moroder, Daft Punk, Dua Lipa, Lady Gaga nebo Jessie Ware. Hlavním tématem alba je tzv. eskapismus, ke kterému se zpěvačce jednoduše inklinovalo v průběhu tvorby alba, jelikož drtivou většinu alba nahrála již v průběhu izolace z důvodu pandemie covidu-19.

## Propagace
Éru alba Disco doprovázela rozsáhlá komerční kampaň, a to i na vzdory probíhající pandemii covidu-19. 9. srpna 2020 se Minogue objevila jako host v hudebním pořadu The Sound. 17. září bylo v rámci pořadu The Tonight Show Starring Jimmy Fallon vysíláno její vystoupení, při kterém zazpívala první singl alba, „Say Something“. 29. října poskytla rozhovor australské televizi ABC během pořadu 7.30. 1. listopadu se opět objevila v pořadu The Sound. 2. listopadu poskytla rozhovor online televizi Apple Music 1.
7. listopadu 2020, tedy den po vydání alba, bylo album propagováno virtuálním koncertem Infinite Disco, při kterém zazpívala písně z alba a její největší hity. Virtuální koncert byl následně přenášen ještě jednou, a to 31. prosince. Mezi tím a poté zpěvačka poskytla řadu rozhovorů a vystoupení v dalších pořadech. Vystoupila také jako host virtuálního koncertu Studio 2054, který pořádala anglická zpěvačka Dua Lipa.
Album bylo vydáno v několika fyzických edicích na CD, gramofonových deskách v různých barvách a různých verzích audiokazet. Mimo album byly ve fyzické podobě vydány i všechny singly alba.

### Singly

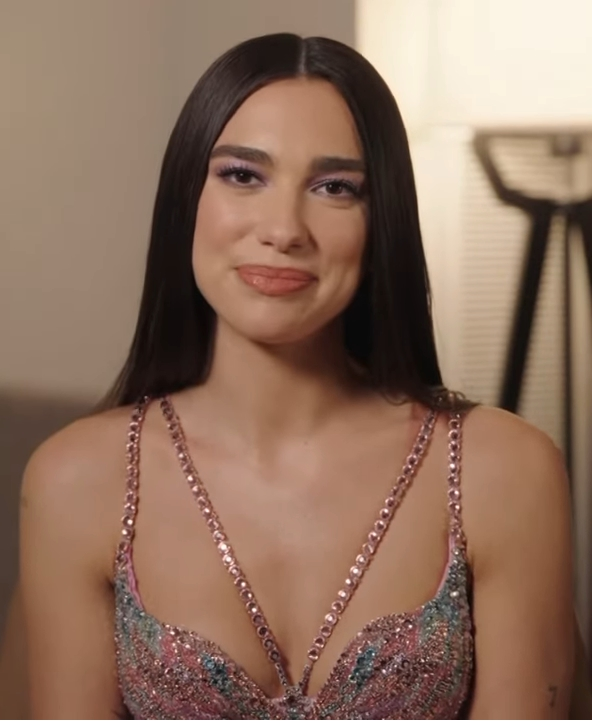
Anglická zpěvačka Dua Lipa je hostující interpret na remixu třetího singlu „Real Groove“.

Z alba byly vydány celkem tři singly a jeden promo singl. První singl z alba, „Say Something“, byl vydán 23. července 2020, čímž bylo oznámeno i datum vydání alba. Disco a elektropopový singl získal pozitivní ohlasy od hudebních kritiků. Po svém vydání se singl umístil na 56. místě britské hitparády UK Singles Chart. Nejúspěšnější týdenní výsledek zaznamenal singl ve Skotsku, kde se dostal na 5. místo. Videoklip k singlu, režírovaný anglickou režisérkou Sophie Muller, vyšel 7. srpna 2020. Natáčení videoklipu proběhlo již během pandemie covidu-19. Americký magazín Billboard jmenoval „Say Something“ 95. nejlepší písní roku 2020. K singlu vyšel na streamovacích službách také remix a akustická verze.
Disco-popová píseň „Magic“ byla vydána jako druhý singl 24. září 2020. Taktéž obdržela převážně pozitivní hodnocení od hudebních kritiků. V UK Singles Chart se umístila nejvýše na 53. místě. V samostatné skotské hitparádě singl vystoupal až na deváté místo. Videoklip byl natočen v uzavřeném londýnském klubu Fabric. Píseň byla vydána také v kratší single verzi. Součástí digitální super deluxe edice alba jsou také dva remixy této písně. Billboard zahrnul píseň do svého žebříčku 25 nejlepších tanečních písní roku 2020; zařadil ji na 18. místo.
Promo singl „I Love It“ byl vydán 23. října 2020, dva týdny před vydáním alba samotného. Dostal se do třetí desítky skotské hitparády. Byl vydán jako součást EP, kde byly mimo něj také předchozí dva singly a dva remixy singlu „Magic“.
5. prosince 2020 Minogue oznámila, že třetí píseň alba, „Real Groove“, bude třetí singl. Hudebními kritiky byla popsána jako disco píseň s vlivy R&B a také získala pozitivní odezvu. Ačkoliv prvotně nebyla píseň vydána jako singl, po vydání alba debutovala na 26. místě americké hitparády Hot Dance/Electronic Songs. 31. prosince byl vydán remix písně s názvem „Studio 2054 Remix“, na kterém jako hostující interpret vystupuje anglická zpěvačka Dua Lipa. Remix debutoval na 95. místě UK Singles Chart. V americké Hot Dance/Electronic Songs remix vystoupal na 15. místo.

## Recenze
| Skóre z agregátorů | Skóre z agregátorů |
| ------------------ | ------------------ |
| Album of the Year  | 73/100             |
| AnyDecentMusic?    | 7,2/10             |
| Metacritic         | 72/100             |
| Recenze            |                    |
| AllMusic           | [ 20 ]             |
| Albumism           | [ 63 ]             |
| NME                | [ 64 ]             |
| musicOMH           | [ 65 ]             |
| Spectrum Culture   | 75 %               |
| musicserver.cz     | 74 %               |
| DIY                | [ 68 ]             |
| PopMatters         | [ 69 ]             |
| Beats Per Minute   | 62 %               |
| The Telegraph      | [ 71 ]             |
| Pitchfork          | 5,6/10             |

Po vydání Disco získalo převážně pozitivní ohlasy od hudebních kritiků. Na serveru Metacritic, který shrnuje a průměruje recenze z anglickojazyčných publikací, získalo Disco, na základě 16 recenzí, hodnocení 72 ze 100, což odpovídá „celkově příznivé“ odezvě. Agregátor Album of the Year album hodnotí průměrným skóre 73 ze 100, na základě 20 recenzí. Podle obdobného agregátoru AnyDecentMusic? má album průměrné skóre 7,2 z 10, a to na základě 22 recenzí.
V pozitivních recenzích kritici oceňovali především celistvost alba a jeho produkci. Neil Z. Yeung ve své recenzi pro AllMusic napsal, že „i po 15 albech popový chameleon [Kylie Minogue] nevykazuje zpomalení a znovu obnovuje svou diskografii tím, co umí nejlépe: přináší radost a inspiraci skrze tanec.“ Album ohodnotil 4,5 hvězdami z pěti. Quentin Harrison pro Albumism uvedl, že „Disco je produktem ženy, která si plně uvědomuje své silné stránky, ale není jimi omezena.“ Album přirovnával ke zpěvaččinému sedmému albu Light Years (2000) a chválil zpěvaččiny skladatelské a textařské dovednosti. Komentátor britského časopisu NME, Nick Levine, Disco označil zpěvaččiným nejsoudržnějším a nejpříjemnějším albem za poslední desetiletí. Písně „Miss a Thing“ a „Dance Floor Darling“ přirovnal v albu Random Access Memories od francouzského dua Daft Punk. Nick Smith z magazínu musicOMH přirovnal Minogue k Madonně a album ocenil pro jeho spojení moderní a retrospektivní produkce: „Disco zní svěže, zároveň vzdává hold bezstarostným nocím na diskotékách.“ Ve všech třech dříve zmíněných recenzích bylo album ohodnoceno 4 hvězdami z pěti.
V recenzi od Spectrum Culture získalo Disco 75 procent. Redaktor magazínu Mick Jacobs o albu napsal, že „ačkoliv není obměnou žánru, ani Minogue samotné, jde o příspěvek do seznamu žánru i zpěvačky, která je stále neuvěřitelně zábavná i po téměř 30 letech kariéry.“ V hlavní recenzi českého hudebního magazínu musicserver.cz album obdrželo skóre 9 z 10. Redaktor Tomáš Navrátil v recenzi alba napsal: „Ten diktátorský bič nad námi drží covidová epidemie, která nikde na světě nedovoluje uspořádat sebemenší koncert nebo diskotékovou párty, ale za dveřmi našich domovů si ještě naštěstí můžeme dělat, co chceme. A Kylie Minogue nám k tomu poskytla naprosto dokonalý soundtrack.“ V makrorecenzi alba téhož magazínu získalo album 74 procent, na základě hodnocení dalších pěti redaktorů. Lisa Wrightová o albu pro DIY napsala, že „není nejpokrokovějším, ani nejvíce průkopnickým albem roku, ale je pravděpodobně jedním z nejvíce okouzlujících.“ Album ohodnotila 3,5 hvězdami z pěti. Pro PopMatters album hodnotil Jeffrey Davies. O albu napsal: „I bez přítomnosti textů s hlubším významem zní album osobně.“ Ohodnotil ho 7 hvězdami z deseti.
V méně pozitivních až smíšených recenzích byla albu vytýkána plytká produkce. Matthew Barton z redakce Beats Per Minute napsal, že „velká část alba zní je promarněná příležitost jít trochu dále, trochu hlouběji.“ V jeho recenzi Disco získalo 62 procent. Pro The Daily Telegraph Neil McCormick napsal, že album je „povznášející, temperamentní, sladké a zábavné, i když zní spíše jako levnější koktejly z nočního klubu ve vedlejší ulici, než chlazené šampaňské ze Studia 54.“ Ohodnotil ho 3 hvězdami z pěti. Katherine St. Asaphová z Pitchforku k albu napsala: „Ačkoliv tato australská popová dělá výborné disco již desetiletí, její nové album zní, jak kdyby bylo vyrobené z polyesteru a zpěvačka se o žánru dozvěděla teprve nedávno.“ V hodnocení redakce album získalo 5,6 bodů z deseti.

## Prodeje
Disco debutovalo na prvním místě hitparády UK Albums Chart. Během prvního týdne prodalo 54 905 jednotek, což byl v té době nejvyšší počet prodaných jednotek během prvního týdne v roce 2020, více než Chromatica (2020) od Lady Gaga, která rekord do té doby držela. Rekord nakonec ke konci roku prolomilo album Power Up (2020) od AC/DC, které během prvního týdne prodalo o 7 tisíc jednotek více. Během prvního týdne si Disco získalo náskok pěti tisíc jednotek oproti albu Confetti od Little Mix, které bylo jeho nejvýraznějším soupeřem o první místo. 18. prosince 2020 získalo album ve Spojeném království zlatou desku za 100 tisíc prodaných jednotek.
Disco debutovalo na prvním místě také ve zpěvaččině rodné Austrálii. Na Novém Zélandu album během prvního týdne dosáhlo devátého místa, čímž se stalo zpěvaččiným prvním albem v zemi od roku 2001, které se dostalo do první desítky hitparády.
V americké hitparádě Billboard 200 album debutovalo na 26. místě. Během prvního týdne prodalo 19 000 jednotek a stalo se zpěvaččiným třetím nejvýše umístěným albem, po albech Fever (2001) a Aphrodite (2010). Album také dosáhlo první příčky v hitparádě Dance/Electronic Albums (taneční/elektronická alba) a stalo se zpěvaččiným prvním albem, které se na první příčku v této hitparádě dostalo.
V České republice debutovalo na 15. místě hitparády Albums – Top 100. Během svého druhého týdne album kleslo na 81. místo a třetí týden hitparádu opustilo. Po dvanácti letech s jedná se o první album od Kylie Minogue, které se nedostalo do první desítky české albové hitparády (níže se umístilo pouze album X (2008), které dosáhlo maximálně 16. místa), a také o její studiové album s nejnižším počtem strávených týdnů v hitparádě.

## Seznam skladeb
Informace převzaty ze služby Apple Music.
| Standardní edice | Standardní edice      | Standardní edice                                                                   | Standardní edice                         | Standardní edice |
| Pořadí           | Název                 | Autor                                                                              | Producent(i)                             | Délka            |
| ---------------- | --------------------- | ---------------------------------------------------------------------------------- | ---------------------------------------- | ---------------- |
| 1.               | Magic                 | Kylie Minogue, Michelle Buzz, Daniel Heløy Davidsen, Peter Wallevik, Teemu Brunila | PhD                                      | 4:10             |
| 2.               | Miss a Thing          | Minogue, Ally Ahern, Brunila, Nico Johann "Stadi" Hartikainen                      | Brunila, Stadi                           | 3:56             |
| 3.               | Real Groove           | Minogue, Alida Gaprestad, Brunila, Hartikainen                                     | Brunila, Stadi                           | 3:14             |
| 4.               | Monday Blues          | Minogue, Linslee Campbell, Maegan Cottone, Daniel Shah, Skylar Adams               | Adams                                    | 3:09             |
| 5.               | Supernova             | Minogue, Cottone, Adams                                                            | Adams                                    | 3:17             |
| 6.               | Say Something         | Minogue, Jonathan Green, Ash Howes, Richard "Biff" Stannard                        | Green, Stannard, Duck Blackwell, Minogue | 3:32             |
| 7.               | Last Chance           | Minogue, Cottone, Adams                                                            | Adams                                    | 3:03             |
| 8.               | I Love It             | Minogue, Stannard, Blackwell                                                       | Stannard, Blackwell                      | 3:50             |
| 9.               | Where Does the DJ Go? | Minogue, Shah, Adams, Kiris Houston                                                | Adams, Houston                           | 3:01             |
| 10.              | Dance Floor Darling   | Minogue, Campbell, Cottone, Adams                                                  | Adams                                    | 3:34             |
| 11.              | Unstoppable           | Minogue, Fiona Bevan, Troy Miller                                                  | Miller                                   | 3:34             |
| 12.              | Celebrate You         | Minogue, Cottone, Shah, Adams                                                      | Adams                                    | 3:41             |
| Celková délka:   | Celková délka:        | Celková délka:                                                                     | Celková délka:                           | 41:29            |

| Deluxe edice   | Deluxe edice           | Deluxe edice                      | Deluxe edice    | Deluxe edice |
| Pořadí         | Název                  | Autor                             | Producent(i)    | Délka        |
| -------------- | ---------------------- | --------------------------------- | --------------- | ------------ |
| 13.            | Till You Love Somebody | Minogue, Campbell, Adams, Brunila | Adams, Campbell | 3:02         |
| 14.            | Fine Wine              | Minogue, Cottone, Adams           | Adams           | 2:44         |
| 15.            | Hey Lonely             | Minogue, Cottone, Adams           | Adams           | 3:28         |
| 16.            | Spotlight              | Minogue, Shah, Houston, Adams     | Adams, Houston  | 2:44         |
| Celková délka: | Celková délka:         | Celková délka:                    | Celková délka:  | 53:25        |

| Japonská deluxe edice | Japonská deluxe edice          | Japonská deluxe edice           | Japonská deluxe edice                | Japonská deluxe edice |
| Pořadí                | Název                          | Autor                           | Producent(i)                         | Délka                 |
| --------------------- | ------------------------------ | ------------------------------- | ------------------------------------ | --------------------- |
| 17.                   | Say Something (F9 Remix)       | Minogue, Green, Howes, Stannard | Green, Stannard, Blackwell, F9       | 3:38                  |
| 18.                   | Say Something (Syn Cole Remix) | Minogue, Green, Howes, Stannard | Green, Stannard, Blackwell, Syn Cole | 3:00                  |
| Celková délka:        | Celková délka:                 | Celková délka:                  | Celková délka:                       | 60:26                 |

| Digitální super deluxe edice | Digitální super deluxe edice        | Digitální super deluxe edice               | Digitální super deluxe edice              | Digitální super deluxe edice |
| Pořadí                       | Název                               | Autor                                      | Producent(i)                              | Délka                        |
| ---------------------------- | ----------------------------------- | ------------------------------------------ | ----------------------------------------- | ---------------------------- |
| 17.                          | Say Something (Basement Jaxx Remix) | Minogue, Green, Howes, Stannard            | Green, Stannard, Blackwell, Basement Jaxx | 3:38                         |
| 18.                          | Say Something (Syn Cole Remix)      | Minogue, Green, Howes, Stannard            | Green, Stannard, Blackwell, Syn Cole      | 3:00                         |
| 19.                          | Magic (Purple Disco Machine Remix)  | Minogue, Brunila, Davidsen, Wallevik, Buzz | PhD, Purple Disco Machine                 | 3:36                         |
| 20.                          | Magic (Nick Reach Up Remix)         | Minogue, Brunila, Davidsen, Wallevik, Buzz | PhD, Nick Reach Up                        | 3:11                         |
| Celková délka:               | Celková délka:                      | Celková délka:                             | Celková délka:                            | 68:42                        |

## Umístění v hitparádách
| Země                                                  | Nejvyšší pozice |
| ----------------------------------------------------- | --------------- |
| Austrálie (ARIA)                                      | 1               |
| Belgie – Valonsko (Ultratop Wallonia)                 | 10              |
| Belgie – Vlámsko (Ultratop Flanders)                  | 6               |
| Česká republika (ČNS IFPI)                            | 15              |
| Dánsko – vinyly (Hitlisten)                           | 19              |
| Finsko (Suomen virallinen lista)                      | 17              |
| Francie (SNEP)                                        | 8               |
| Irsko (OCC)                                           | 4               |
| Irsko – nezávislá alba (IRMA)                         | 1               |
| Itálie (FIMI)                                         | 29              |
| Japonsko (Billboard Japan)                            | 65              |
| Japonsko (Oricon)                                     | 64              |
| Kanada (Billboard)                                    | 17              |
| Maďarsko (MAHASZ)                                     | 33              |
| Německo (Offizielle Top 100)                          | 3               |
| Nizozemsko (Album Top 100)                            | 11              |
| Nový Zéland (RMNZ)                                    | 9               |
| Polsko (ZPAV)                                         | 21              |
| Portugalsko (AFP)                                     | 15              |
| Rakousko (Ö3 Austria)                                 | 7               |
| Skotsko (OCC)                                         | 1               |
| Slovensko (ČNS IFPI)                                  | 33              |
| Spojené království (OCC)                              | 1               |
| Spojené království – nezávislá alba (OCC)             | 1               |
| Spojené státy (Billboard 200)                         | 26              |
| Spojené státy – nezávislá alba (Billboard)            | 4               |
| Spojené státy – taneční/elektronická alba (Billboard) | 1               |
| Španělsko (PROMUSICAE)                                | 8               |
| Švédsko (Sverigetopplistan)                           | 15              |
| Švýcarsko (Schweizer Hitparade)                       | 4               |